# ザマラ
 ザマラ （学名 Zammara smaragdula）は、カメムシ目（半翅目）・ヨコバイ亜目（同翅亜目）・セミ科に分類される属の一つ。全身がターコイズブルーであり、主に新熱帯区のジャングルに生息する。
これらの種は、一般的に明るい青緑色が特徴。  他のセミと同様に、これらは大きな鳴き声を出す可能性がある。たとえば、ザンマラティンパンナムは「巻き上げのような脈動するようなうなり」を作りだす。  Zammaraは新熱帯区、特に赤道地域で見られ、 熱帯林の生息地に生息している。  属は、2つのセグメントに分かれているtarsi （昆虫の「足」）、またはターソメアによって特徴付けられます。部族の他の属には、それぞれの足根骨に3つのtarsomeresがある。  
属には約15 または16種ある。 
種は次のとおり： 
- ザンマラブレビス
- ザンマラカロクロマ
- ザンマラ・アーナ
- ザンマラエクシミア
- ザンマラヘルタ
- Zammara intricata
- ザンマラ・リシー
- ザンマラ・ルキュレンタ
- Zammara medialinea
- ザンマラニグリプラガ
- ザンマラオリバケア
- Zammara smaragdina
- ザンマラスマラグドゥラ
- Zammara strepens
- ザンマラ鼓膜